# André François
André François (São Paulo, 7 de dezembro de 1966) é um fotógrafo brasileiro, autor de 7 livros e que há mais de 30 anos realiza documentários fotográficos pelo Brasil e pelo mundo. Em 1995, fundou a ONG ImageMagica, que desenvolve projetos de impacto social relacionados à educação e saúde.
Parte de seu trabalho fotográfico foi inserido na Coleção Pirelli-Masp de Fotografia, um dos maiores acervo de fotografia do Brasil. O trabalho do fotógrafo foi reconhecido e premiado ao longo dos anos, entre os reconhecimentos, está a premiação dada pela Fundação Conrado Wessel, em 2008, e a premiação da Syngenta Photography Award, em 2013, na qual André foi o único brasileiro indicado a vencer em uma das categorias.

## Biografia
André François é natural da cidade de São Paulo e iniciou seu interesse em artes visuais, ainda na juventude, folheando as páginas da National Geographic, e fazendo pinturas do que via. Os lugares e paisagens retratados na revista inspiraram André a pensar que, mais do que desenhar e pintar as imagens que via, ele queria mesmo era poder fotografá-las. 
Seu primeiro documentário fotográfico transformado em livro foi São Thomé das Letras, em 1992, no qual retratou os trabalhadores das pedreiras da pequena comunidade de Minas Gerais. Durante o trabalho, as crianças da região, encantadas com a câmera, seguiam o fotógrafo por todos os lados. André decidiu então montar máquinas fotográficas com latas de tintas (técnica do pinhole) para eles.
O resultado dessas imagens o surpreendeu e abriu seus horizontes para pensar em como ampliar o uso da fotografia como uma ferramenta de transformação social em atividades educacionais com crianças e jovens. Foi então plantada uma semente que viria a se tornar a ONG ImageMagica, fundada em 1995, que desde então tem a missão de promover o desenvolvimento humano por meio da fotografia.
Desde 2005, André desenvolve um amplo registro fotográfico documental na área da saúde no Brasil e no mundo, publicando livros que retratam suas vivências nos universos da saúde e da humanização do cuidar, entre eles: Cuidar – Um documentário sobre a medicina humanizada no Brasil (2006), A curva e o caminho – Acesso à saúde no Brasil (2008) e Expedicionários da Saúde (2013).
Em 2006 é lançado o livro Cuidar – Um documentário sobre a medicina humanizada no Brasil . O fotógrafo realizou expedições pelo Brasil, na busca de profissionais de saúde que fazem a diferença para os seus pacientes e familiares. Algumas imagens do livro, foram expostas no Masp e incorporadas junto à coleção Pirelli/Masp, um dos maiores acervo de fotografia do Brasil.
Em 2008, François registrou histórias de pacientes brasileiros e suas sagas pelo acesso à saúde. As deficiências estão relacionadas às dificuldades de acesso, e não são consequência apenas da escassez dos serviços de saúde, mas também de questões de ordem geográfica, cultural, econômica e funcional. As imagens foram reunidas no livro A curva e o caminho – Acesso à saúde no Brasil.
Após quatro anos de pesquisas e registros na área de saúde, André encontrou diversos pacientes renais crônicos e acompanhou suas jornadas em busca do tratamento que os mantêm vivos. Ao descobrir a diálise peritoneal, um método alternativo à hemodiálise, André decidiu registrar a história de pacientes de diferentes cidades brasileiras que utilizam esse tratamento pouco conhecido. Através do livro Escolher e viver – Tratamento e qualidade de vida dos pacientes renais crônicos  (2009),  François divulgou essas histórias para incentivar a liberdade de escolha, a autonomia dos pacientes e a doação de órgãos.
Em 2010, lançou o livro De volta para casa – Um documentário sobre o tratamento domiciliar no Brasil após percorrer mais de 20 mil quilômetros, nas cinco regiões do Brasil, em busca de famílias que recebiam tratamento domiciliar. O atendimento médico em casa é pouco conhecido e divulgado no país, no entanto, uma demanda cada vez maior de pessoas precisa de suporte médico em suas casas ao invés de ficarem internadas em leitos hospitalares.
No mesmo ano, o fotógrafo realizou o documentário Fortes Mulheres, com o qual viajou pelas cinco regiões do Brasil, registrando histórias inspiradoras de mulheres que passaram por momentos de dificuldade e conseguiram superá-los. Passando por questões como gravidez na adolescência, violência doméstica e câncer de mama, o projeto resultou em uma exposição e um vídeo documentário.

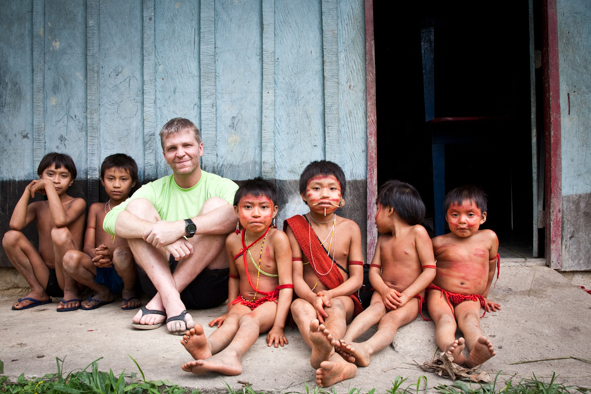
André em viagem para aldeia Yanomami

Em 2013, lança o livro Expedicionários da Saúde, no qual reúne o melhor do material produzido em oito viagens ao lado da organização. Os Expedicionários da Saúde são um grupo de médicos, enfermeiros, voluntários e agentes logísticos que organizam expedições a comunidades indígenas e ribeirinhas isoladas da Amazônia para realizar atendimentos médicos pontuais e cirurgias simples, como de catarata e hérnia. André acompanha o grupo desde 2007, além de também estar com eles durante a primeira viagem internacional feita para o Haiti, após o forte terremoto que o país enfrentou em 2010.
Ao longo dos projetos, as imagens de André François foram distribuídas para profissionais de saúde, estudantes e formadores de opinião, além de serem utilizadas por grupos de humanização em hospitais, universidades e instituições nacionais e internacionais. 
No final de 2008, André recebeu diversos retornos sobre seu trabalho e os resultados conseguidos. O contato com entidades internacionais, como ONU (Organização das Nações Unidas), OMS (Organização Mundial da Saúde), MSF (Médicos Sem Fronteiras), Cruz Vermelha, entre outras, mostra que esta não é somente uma questão brasileira: o acesso à saúde e a humanização são pautados pela OMS como questões fundamentais para a promoção de saúde em qualquer região do mundo. Assim, nasce o Ubuntu - Eu sou porque nós somos.

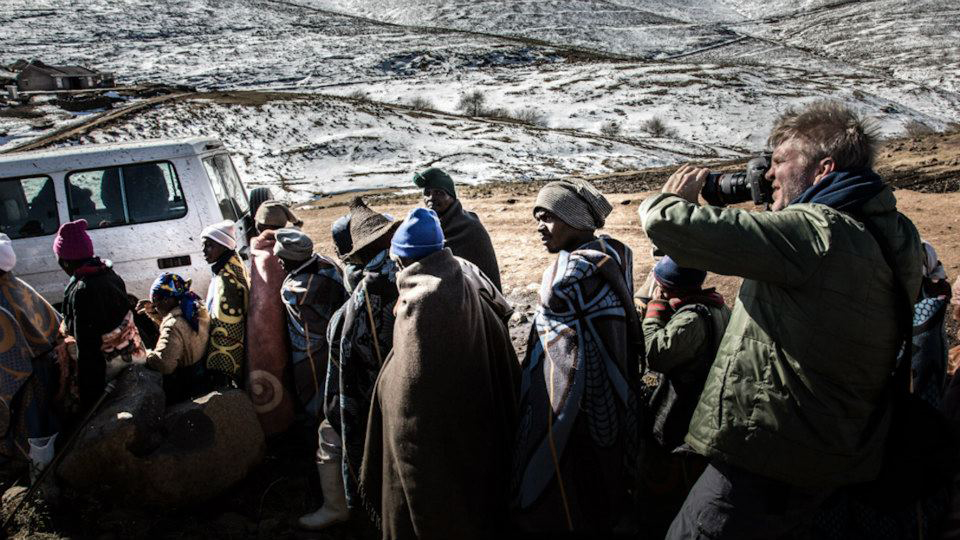
André em viagem para o Lesoto

Ainda em desenvolvimento, o projeto já documentou os costumes, promoção de saúde e qualidade de vida da comunidade indígena Yanomami , localizada no norte do Brasil; do Camboja, um dos países mais pobres do sudeste asiático; do Haiti pós-terremoto; do Queens, bairro de Nova York que concentra uma das maiores diversidades culturais do mundo; dos Inuit, povo de Nunavut, território do extremo norte do Canadá; do Japão, após o terremoto e o tsunami que devastaram o país em 2011. 
No ano seguinte, no continente africano, o fotógrafo viajou para sete países: África do Sul, Lesoto, Moçambique, Quênia, Uganda, Ruanda e Burundi, documentando projetos relacionados a HIV, malária, tuberculose, acesso à água e alimentação . Em 2013, com a viagem feita para a China, André documentou os contrastes entre a poluição das chamadas cancer villages e a agricultura do interior do país. Além disso, o fotógrafo pode registrar o trabalho de médicos da Medicina Tradicional Chinesa.

## Prêmios e Reconhecimentos
- 1º lugar na categoria Comunicação e Saúde pela Opas (Organização Pan-Americana da Saúde) e IUHPE (International Union for Health Promotion and Education) na III Conferência Latino-Americana de Promoção e Educação para a Saúde, em 2003.
- Finalista do Prêmio Empreendedor Social 2006, iniciativa da Schwab Foundation for Social Entrepreneurship em parceria com o jornal Folha de S.Paulo[14].
- Prêmio da Fundação Conrado Wessel de Arte 2008 – Ensaio Fotográfico Publicado, para o livro A curva e o caminho[15].
- Imagens do documentário fotográfico de saúde no Brasil inseridas na Coleção Pirelli-Masp de Fotografia, o maior acervo de fotografia do país. Exposição inaugurada no MASP com uma sala individual, no ano de 2009[16].
- O livro "Escolher e viver" foi finalista selecionado do Prêmio da Fundação Conrado Wessel de Arte 2009, categoria Ensaio Fotográfico Publicado[17].
- Trabalho realizado no Haiti, em missão humanitária às vítimas do terremoto, reconhecido pela Associação Médica Brasileira e Associação Paulista de Medicina (2010).
- Menção honrosa para fotografia selecionada no Concurso Nacional das Fotografias de Iniciativa Maternidade Segura, realizado pela Organização Pan-Americana de Saúde (OPAS), em 2011[18].
- Premiado pelo Syngenta Photography Award, em 2013. As imagens escolhidas, feitas na África, fazem parte de seu documentário mundial, o Projeto Vida. O prêmio recebeu mais 8 mil inscrições e André François foi o único brasileiro indicado[19].
- Parceria com a Organização Mundial da Saúde (OMS) e fotografias doadas para o banco de imagens da OMS e suas publicações[20].
- Palestra no TEDx São Paulo (2018) sobre seu mais recente projeto, Ubuntu. [21].
- Em 2020, o projeto Conexões do Cuidar é uma das 30 iniciativas reconhecidas no combate à pandemia pelo Prêmio Empreendedor Social, da Folha de S. Paulo. O projeto foi destaque na categoria “Ajuda Humanitária”. [22].

## Projetos e Livros
- François, André (1992). São Thomé das Letras: São Paulo, Brasil.
- François, André (2006). Cuidar – Um documentário sobre a medicina humanizada no Brasil: São Paulo, Brasil: ImageMagica. ISBN: 978-8590673200
- François, André (2008). A curva e o caminho – Acesso à saúde no Brasil: São Paulo, Brasil: ImageMagica. ISBN: 978-8561921002
- François, André (2009). Escolher e viver – Tratamento e qualidade de vida dos pacientes renais crônicos: São Paulo, Brasil: ImageMagica. ISBN: 978-8561921019
- François, André (2010). De volta para casa – Um documentário sobre o tratamento domiciliar no Brasil: São Paulo, Brasil: ImageMagica. ISBN: 978-8561921026
- Projeto Fortes Mulheres (2011)
- François, André (2013). Expedicionários da Saúde: São Paulo, Brasil: ImageMagica. ISBN: 978-8561921033
- François, André (2014). Além da Pele: São Paulo, Brasil: ImageMagica. ISBN: 978-8561921057
- Projeto Ubuntu (em andamento)

## Principais Exposições
Outubro - Novembro, 2015 - São Paulo (SP), Brasil.
A exposição Retratos da Realidade – Fortes Mulheres esteve nas estações de metrô Paulista e Fradique Coutinho. 
Novembro 2012 – Janeiro 2013 - São Paulo (SP), Brasil.
A mostra O Brasil Que Pouco Se Vê levou fotografias de comunidades indígenas do norte do país para as estações de metrô Largo Treze, Luz e República. 
Maio 2013 - Londres, Reino Unido.
Sequência de fotografias tiradas em Nairóbi, no Quênia, premiada no Syngenta Photography Award, é exibida na Somerset House.
Julho 2012 - São Paulo (SP), Brasil.
O Conjunto Nacional recebeu a exposição Fortes Mulheres, com fotografias que exibem a superação feminina em vários cantos do Brasil.
Novembro – Dezembro 2011 - São Paulo (SP), Brasil.
As fotografias das obras Cuidar (2006) e A Curva e O Caminho (2008) foram exibidos na 9ª edição da Bienal Internacional de Arquitetura de São Paulo, no Parque do Ibirapuera.
Agosto – Novembro 2011 - São Paulo (SP), Brasil.
A exposição De Volta Para Casa circulou pelas estações de metrô Sé, Clínicas, Largo Treze e Jardim São Paulo.
Maio - Setembro 2011 - Itinerante, Brasil.
Imagens tiradas no Haiti para o documentário Ubuntu, foram selecionadas para a exposição Experiências de Vida: Olhares sobre Médicos Sem Fronteiras (Brasil), promovida pela organização Médicos sem Fronteiras (MSF). Ao longo de cinco meses, os trabalhos passaram por São Paulo (SP), Rio de Janeiro (RJ), Porto Alegre (RS), Brasília (DF), Belo Horizonte (MG), Curitiba (PR) e São José dos Campos (SP).
Agosto - Setembro 2010 - Melbourne, Austrália.
As fotografias das obras Cuidar (2006) e A Curva e O Caminho (2008) foram exibidas durante a 63ª Conferência Anual da Organização das Nações Unidas.
Agosto 2010 - Brasília (DF), Brasil.
Lançamento do livro Escolher e Viver – Tratamento e Qualidade de Vida dos Pacientes Renais Crônicos (2009), com exposição realizada no Ministério da Saúde.
Julho - Setembro 2010 - São Paulo (SP), Brasil.
A exposição Escolher e Viver circulou pelas estações de metrô Clínicas, Luz e Sacomã.
Julho 2010 - Nova York, Estados Unidos.
Imagens dos livros Cuidar (2006) e A Curva e O Caminho (2008) ficaram expostas no Service Employees International Union, o maior sindicato de trabalhadores da área de saúde da América do Norte.
2011 - São Paulo (SP), Brasil.
A exposição individual O Som da Alma foi realizada na Galeria Paul Mitchel.
1992 - São Paulo (SP), Brasil.
A exposição São Thomé das Letras ocorreu no Museu da Imagem e do Som (MIS), e contou com 40 imagens do primeiro grande projeto fotográfico de André, de mesmo título.